# Andrée Davanture
Andrée Davanture dite Dédée, née Andrée Vincensini le 11 octobre 1933 à Poggio-di-Nazza et morte le 1er juillet 2014 à Paris,, est une monteuse qui a notamment œuvré à l'essor du cinéma africain, francophone.

## Biographie
Elle commença classiquement dans le cinéma populaire en 1952 en travaillant comme assistante monteuse pour les réalisateurs français de renom de l’époque (Henri Verneuil, Robert Hossein…), devint cheffe monteuse à la télévision en 1965 où elle côtoiera les pionniers de l’ORTF, avant de se consacrer à partir de 1974 au films de recherche et essentiellement aux cinéastes africains francophones. Après avoir collaboré à la section technique du Ministère de la Coopération, Andrée Davanture décide de monter sa propre structure, Atria à l'annonce de la cessation des activités d'aide à la réalisation de films africains de cette institution en 1980,. Au travers de cette structure collective atypique de soutien au montage et à la production cinématographiques, elle permettra la révélation de plusieurs dizaines de réalisateurs, les aidant individuellement dans le respect de leur imaginaire, et collectivement en visant la constitution d’un patrimoine du cinéma d'Afrique francophone du Sud du Sahara.  Faute d'aides, Atria cessera ses activités fin 1999 mais Andrée Davanture continuera de monter des films jusqu’à sa disparition en 2014.
En 2005, le FESPACO lui attribuera un prix pour l'ensemble de son œuvre, cinq films montés par elle ayant été sélectionnés lors de cette édition.
Tout au long de sa carrière qui aura duré 62 ans, cette monteuse à la grande générosité aura contribué au montage d'une centaine de longs métrages et d'une soixantaine de courts métrages et documentaires.

## Filmographie (comme cheffe monteuse de longs métrages)
- 1964 : Un peuple jeune, un vieux pays de Jacques Thévoz
- 1967 : Le Temps des doryphores de Dominique Rémy et Jacques de Launay
- 1968 : Colomba d'Ange Casta
- 1972 : Les Portes de feu de Claude Bernard-Aubert
- 1973 : Amore de Henry Chapier
- 1974 : Un homme qui dort de Georges Perec et Bernard Queysanne
- 1974 : Sous le signe du vaudou de Pascal Abikanlou
- 1975 : La baby-sitter de René Clément
- 1975 : La Jeune Fille de Souleymane Cissé
- 1975 : Muna Moto de Jean-Pierre Dikongué Pipa
- 1975 : Lettre paysanne (Kaddu beykat) de Safi Faye
- 1975 : Walanda - La leçon de Alkaly Kaba
- 1976 : Le destin - Mokho dakan de Diambere Sega Coulibaly
- 1976 : Le Diable au cœur de Bernard Queysanne
- 1976 : Le nouveau venu de Richard De Medeiros
- 1977 : Habari Burundi de Francis Ramirez et Christian Rolot
- 1977 : Bako, l'autre rive de Jacques Champreux
- 1978 : Le Travail de Souleymane Cissé
- 1978 : Le Prix de la Liberté de Jean-Pierre Dikongué Pipa
- 1979 : Kasso den (le prisonnier) de Diambere Sega Coulibaly
- 1979 : Fad'jal (Grand père, raconte nous) de Safi Faye
- 1979 : Fitampoha de Jacques Lombard et J-C Rahaga
- 1980 : Sey, seyeti (un homme, des femmes) de Ben Diogaye Bèye
- 1980 : L'Exilé d'Oumarou Ganda
- 1981 : Music and Music: Super Concert de Jean-Pierre Dikongué Pipa
- 1982 : Le Vent de Souleymane Cissé
- 1982 : Paweogo (L’émigrant) de Kollo Daniel Sanou
- 1982 : Wênd kûuni, le don de Dieu de Gaston Kaboré
- 1983 : Caméra d'Afrique de Férid Boughedir
- 1983 : Jours de tourmente de Paul Zoumbara
- 1984 : Comédie exotique de Kitia Touré
- 1986 : Badiaga de Jean-Pierre Dikongué Pipa
- 1987 : Yeelen, La Lumière de Souleymane Cissé
- 1988 : Zan Boko de Gaston Kaboré
- 1989 : Embrasse-moi de Michèle Rosier
- 1989 : Site 2. Aux abords des frontières de Rithy Panh
- 1990 : Lung Ta. Les cavaliers du vent de Marie Jaoul de Poncheville
- 1993 : Les Gens de la rizière de Rithy Panh
- 1995 : Waati (Le Temps) de Souleymane Cissé
- 1995 : Molom, conte de Mongolie de Marie Jaoul de Poncheville
- 1996 : Un été à La Goulette de Férid Boughedir
- 1996 : Mossane de Safi Faye
- 1998 : Os Mutantes de Teresa Villaverde
- 2000 : Franck Spadone de Richard Bean
- 2000 : Le cheval de vent de Daoud Aoulad-Syad
- 2000 : Fatma de Khaled Ghorbal
- 2001 : Eau et Sel (Água e sal) de Teresa Villaverde
- 2001 : Kabala de Assane Kouyaté
- 2002 : Tasuma, le feu de Kolo Daniel Sanou
- 2003 : La nuit de la vérité de Fanta Régina Nacro
- 2004 :  Le Prince de Mohamed Zran
- 2004 : Tarfaya, le voyage immobile de Daoud Aoulad-Syad
- 2005 : Paul Vecchiali en diagonales de Emmanuel Vernières
- 2006 : Rome plutôt que vous de Tariq Teguia
- 2006 : Transe de Teresa Villaverde
- 2007 : Paris à tout prix de Joséphine Ndagnou
- 2008 : Un si beau voyage de Khaled Ghorbal
- 2008 : Le jour où Dieu est parti en voyage de Philippe Van Leeuw
- 2009 : Bassidji de Mehran Tamadon
- 2009 : Inland (Gabbla, dans les terres) de Tariq Teguia
- 2010 : Dis-moi qui tu es (Min Yé) de Souleymane Cissé
- 2011 : Cisne de Teresa Villaverde
- 2011 : Les mandarines et les olives ne tombent pas du ciel de Silvia Pérez-Vitoria
- 2012 : Morbayassa. Le Serment de Koumba de Cheick Fantamady Camara
- 2013 : Fifi hurle de joie de Mitra Farahani
- 2013 : L’amour en bonus de Jacques Trabi
- 2014 : O Ka de Souleymane Cissé